# Exodontiella muesebecki
Exodontiella muesebecki är en stekelart som beskrevs av Robert A.Wharton 1977. Exodontiella muesebecki ingår i släktet Exodontiella och familjen bracksteklar. Inga underarter finns listade i Catalogue of Life.